# Killer Instinct Gold
Killer Instinct Gold is een computerspel dat werd ontwikkeld door Rare en uitgebracht door Nintendo voor het platform Nintendo 64. Het spel werd uitgebracht in november 1996. Elk personage in de game heeft zijn eigen achtergrond, onder andere gebaseerd op de game Killer Instinct, uitgebracht op de Super Nintendo.

## Ontvangst
| Beoordeeld door    | Platform    | Datum            | Score |
| ------------------ | ----------- | ---------------- | ----- |
| Game Play 64       | Nintendo 64 | oktober 1997     | 90%   |
| Total! (Duitsland) | Nintendo 64 | april 1997       | 85%   |
| Meristation        | Nintendo 64 | 5 maart 2003     | 85%   |
| GamesCollection    | Nintendo 64 | 20 augustus 2008 | 85%   |
| Joypad             | Nintendo 64 | oktober 1997     | 84%   |
| Player One         | Nintendo 64 | november 1997    | 81%   |
| GameSpot           | Nintendo 64 | 4 december 1996  | 74%   |
| IGN                | Nintendo 64 | 4 december 1996  | 65%   |
| Edge               | Nintendo 64 | januari 1997     | 60%   |
| All Game Guide     | Nintendo 64 | 1998             | 50%   |